# Pete Cross
Peter Michael Cross, detto Pete (Bakersfield, 28 marzo 1948 – Redmond, 2 gennaio 1977), è stato un cestista statunitense, professionista nella NBA.

## Carriera
Venne selezionato dai Seattle SuperSonics al secondo giro del Draft NBA 1970 (23ª scelta assoluta).